# やさしい竜の殺し方
『やさしい竜の殺し方』（やさしいりゅうのころしかた）は、津守時生による日本のライトノベルおよびそれを原作としたメディアミックス作品。

## 概要
角川スニーカーブックスで『やさしい竜の殺し方』、『ゆがんだ竜の愛し方』、『あぶない竜の選び方』の全3冊で発表された作品。イラストは小林智美による。2001年4月から、全5巻に直したものが角川スニーカー文庫で橘水樹&櫻林子によるイラストで、再出版された。
2006年8月には、The Beans VOL.1に掲載された「楽しい竜の出会い方」と書き下ろし作品の番外編を加えた全6巻が、加藤絵理子によるイラストで角川ビーンズ文庫より出版された。2009年9月には記念本として『やさしい竜の殺し方 memorial』が発行された。また、イラストの加藤絵理子により「BeensA」にてコミカライズがされており2006年7月に第1巻が発売された。

### あらすじ
はるか昔、有力な魔法使いによって陰の幻獣界と陽の人間界に分けられた世界。世界を分ける時、幻獣の王である竜王は、恋人であった人間の統一王国の女王・聖王に「女王の身になにかあったら自分が、女王の子孫の身になにかあったら自分の子孫が界を超えて助けにくる」という誓約を残した。時は巡り千年後、3度目の乱世の時代が訪れていた。
傭兵のアーカンジェルは、幻獣退治の仕事の仲間として、印象的な黒い眼を持つ少年・ウランボルグと出会った。「アーカンジェルを守る」と言う彼は、陰陽二世界のバランスを戻すために現われた幻獣王だった。

## 世界観
魔法があり、人間とドラゴンをはじめとする幻獣が共存する世界。天変地異が頻出し、大災厄による世界の滅亡を目前としていた。幻獣達は幻獣王である竜王がおさめ、人間達は竜王の恋人で世界統一を成し遂げた女王・聖王がおさめていた。二人の王は、大災厄を回避するためにそれぞれの世界を陰陽二世界に分割することを選択し、大魔法を発動した。この二つの世界は、幻獣と人間の気のバランスによって保たれる世界で、どちらかの気が多くなりすぎたり少なくなりすぎたりするとバランスはたちまち崩れてしまう。陽界で人間が大量に死ぬと陽気が少なくなり、そうすると陰気を持つ幻獣界の生き物が、陽界に流れ込むことで、陰界との気のバランスを取るという仕組みとなっていた。

### 陽界
二つに分割された世界のうち人間の暮らす世界のこと。陽界にいる生き物が体に持つ気のことは陽気と呼ばれる。
人間の女王は、世界に戦乱が起こることを危惧し、統一された王国を分割することがないようにと遺訓を残した。しかし、聖王の子孫たちはそれを破り子供たちに国を分け与え続けた。その結果、千年の間に女王の子孫は大乱を起こし、二度統一王国が成立していた。
その後も、大小四十七、一堂一戸二譜四十三圏に細分化されて以来相互間で争いが絶えない状態となっていた。その中でも世界統一を唱え、特に国力のある藤京戸・逢坂譜・宮木圏が三大王国と呼ばれていた。

### 陰界
二つに分割された世界のうち幻獣の暮らす世界のこと。また幻獣が体に持つ気のことは陰気と呼ばれる。
もとより幻獣の世界は、幻獣王と称されるドラゴンの王・竜王が治めていた。気を多く持つドラゴンの個体数を調整することで、陰気が一定に保たれる仕組みを作っていた。

### 魔法
ドラゴンをはじめとする一部の幻獣と、人間には魔法を使うものが存在する。
精霊魔法
火・水・風・大地の4つの精霊が存在し、精霊の加護を受けてその力を使役する魔法。複数の精霊に加護されることもあるが、火と水及び風と大地の精霊はそれぞれ相性が悪いため通常は二つまでとなる。まれに4つの精霊全ての加護受けるものもいるが、その場合は力のレベルが低くなる。力の順は低いものから、低級・中級・上級・究極レベルとなる。
神聖魔法
四相教団の聖騎士・僧侶や神官が操ることのできる魔法。厳しい修業に耐え、な生活を送るものだけが、この力を使える。禁呪といって、力のないものは詠唱することはおろか魔法書を見ることさえかなわない、また使えたとしても命と引き換えとなる呪文が存在し、教団本拠地の図書館や教皇の書庫に保存されている。
古代魔法
古代人やエルフなどが使っていた魔法。幻獣もこの魔法が使える。

## 用語
誓約
竜族が行う約束事のこと。誓約を破ると、自身の魔力に身を引き裂かれて死ぬことになる。生涯でたった一人の相手を誓約者とする。
聖王と炎烈王の誓約
炎烈王・セファイドは、聖王・ナディアとの間に多数の制約を交わした。その中には、自身の子孫を縛るものも存在し、炎烈王より魔力の強い竜でなければそれを破ることはできない。人間界では、二人の誓約が多数伝説として語られており、『凍麗王』によると全て本物だという。聖王とその子孫の危機には界を超えて助けにくるというものもこの一つ。
アーカンジェルが、誓約を破棄することを宣言したため、効力は失われた。
誓約の剣
人間に変身した竜が、己の真名の魔力で血を固めて作った剣。正式には竜心剣という。自身と誓約者のみ使うことができる。その性質により形を変えるため、二つとしておなじものは存在しない。竜が死ぬと、同時に消滅する。
炎烈王が、世界が分かたれる際に聖王に渡したとされ、統一国家がつくられる際には必ず出てくる剣であったため、正当な聖王の後継者であることを示すために、偽物が多く存在する。
四相神教団
四面八臂の異形の神を抱き、世界の調和を教義とする。教都譜に総本山がある。
聖騎士
四相神教団の総本部で修行を積み、神聖魔法を操る騎士。
真名
一部の王族が持つ、漢風に記載する隠し名のこと。魔除けの効果があると考えられている。魔力の強い竜が、相手の名前を呼ぶと意識しなくても心を縛ることになるが、真名を持つ相手には影響がない。
大和大陸
物語の舞台となる、陽界にある大陸のこと。
古代竜
竜族の始祖である白い竜。もともといた世界を追放された神であり、世界を移動する力を持つ。
失せし秘宝
大災厄を避け、幻獣が別世界に旅立つための古代魔法。
雷牙王アルファードの願いをかなえるため、光王が必死になって探し出した。

## 登場人物
人物ではない幻獣側のキャラクターもここに記述する。また便宜上ストーリーの中心となる陽界の時代で記述を分ける。

### 聖武王の時代
アーカンジェル
主人公。加名川王の庶子の一人。元々は聖騎士であったが、事情があって教団を脱退し、傭兵として名を挙げている。閃光のアーカンジェルとも呼ばれる剣の達人。怜悧な美貌を持ち、人を寄せ付けない性格だが、人を引き付ける魅力を持つ。愛称はアーク。
魔導王ダンタリオンの孫で、彼譲りの美貌と高い魔力を有する。聖騎士をやめて以降も神聖魔法を使うことができ、四相神を召喚する究極呪文を唱える。それにより聖人と認定され、その15年後に世界統一を成し遂げる王となり、聖武王の名で親しまれた。
ウランボルグの誓約者であるが、はじめは愛を告げる彼を遠ざけようとしていた。母親に傷つけられた心を癒し、自分を守るとただ誓うだけの彼に次第に心を開いていくようになり、ドラゴンと人間の時の流れが違うことを知った際には、「自分と同じ時を過ごせ」とわがままを言うなど、気持ちを受け入れるようになった。
教団で出会ったフェンリエッタとは、親に愛されず聖騎士になるしか生きる道がない同志だった。そのため、大切な彼女にウランボルグが失礼なことを言うのを許さない。
ウランボルグ
初登場時は、15、6歳の外見だったが、100歳くらいで成体となるドラゴンのため年齢は72歳。愛称はウル。
時遡能力を持ち、自身に向かって使うことで憑依魔法と称される力を使うことができる。彼しか使えない「祖霊憑依変化（アンシストラル・ポゼッション）」という魔法により、彼の中に流れる血の記憶をたどることで祖先を呼び出し自身の体を貸すことができる、憑依魔法とも称される。4大精霊全てに適性があり、一つも上級にならない中級の魔法しか使えないことも併せて、異端のドラゴンであった。
行方不明となった前王の代わりとして憑依魔法により竜王に選ばれ、二世界の犠になるための王として陽界に赴く。はじめは、人間のための犠牲になることは嫌だと思っていたが、アーカンジェルに出会ったことで彼のために生き死ぬことが運命と悟る。また、幻獣退治の仕事を通じて仲間の人となりを知り、ドウマを友と呼ぶなど人間を認めていた。前王の犠牲で死ぬ必要がなくなり、一時陽気によって発狂するものの、アーカンジェルが行ったから聖王と炎烈王の誓約の破棄のショックにより正気を取り戻した。アーカンジェルの危機には必ず助けに来ると誓い、一時陰界へと戻った。
2年後、王位をめぐる争いに勝利し、アーカンジェルの危機を感じ取ったため、陽界へと訪れる。恋人の自分と同じ時を過ごしてほしいという望みを叶えるべく努力し、人間の時の姿は2歳ほど育っている。しかし、炎烈王や雷牙王の大人の包容力や魅力に敵わないことを自覚して焦っている。
アーカンジェルと特別な絆で繋がれているフェンリエッタに対しては、アーカンジェルとの婚約話を聞いたこともあって好意を抱けず、「年増」や「年上のきれいなお姉さま」と呼んでいる。彼女のことは女とは言えないが友として認めるようになる。
セファイド
世界を陰と陽に分けた時の竜王。世界を分かつ前の陽界では旅をしていたため、アーカンジェル達にとって心強い旅のパートナーである。誓約者だったナディアによく似たクローディアを、からかっては楽しんでいる。
アルファード（雷牙王）
二度目に陽界に来た竜王。誓約者のカーライルが、幸福な人生を送ることを望んでいた。
アウロラ
誓約者のダンタリオンが世界を憎んでいることを悲しんでいる。
ドウマ
迅来のドウマと呼ばれる、優秀な傭兵。情に篤いアーカンジェルの旧い友人。下品だが彼の話術は、立派な外交のすべとなるため侮りがたい。ディアとは気が合い、ガイスの後押しもあって彼女を伴侶とする。
第4次統一王国の将軍となる。
クローディア
宮木国の第四王妃の娘。王族らしい考え方と聡明さを併せ持つが、普通の少女。愛称はディア。聖王の血を強くひいている。
父王と武術大会で優勝すること、幻獣退治を成功させることを条件に、自由に生きる道を選択した。美しい姉にブスといわれたこともあり、容姿にコンプレックスを持っており、アーカンジェルの美しさを羨んで、ウランボルグが彼に誓約したことを知ってからは、厭味を連発したこともあった。幼いアーカンジェルの壮絶な過去を知り、僻むのはやめて自分は自分の良いところを磨こうと決意する。
幼いころから、自分だけを愛してくれる人と出会うことを望んでいた。ドウマとは婚約し後に子供をもうける。
魔法は、4大精霊全てに適性があるものの全て初級。弓では百発百中の腕前を持ち、武術大会を優勝した。
ガイス
宮木王家の近衛兵として働いていたが、妻子を失ったことをきっかけに僧侶となった。クローディアの父代わりとして、彼女の幸せのために奮闘する。
フェンリエッタ
四相教団の教皇を祖父に、教都王を父に持つ聖騎士。彼女の母親は第一王妃で、その唯一の娘である彼女は女性として最高の格を持っていた。しかし、子供を産めなくなった母が死に、その後釜として第一王妃となった叔母が自身の娘に「第一王妃の第一王女」という立場を与えたいと望んだため、聖職者となりその立場を捨てることでしか生きることができなかった。女性であることから、僧侶となるより身を守る術を身につけることができる聖騎士となることを決意し、アーカンジェルとは共犯者となった。
スピカと出会い、彼女のかわいさに心を奪われる。許されるものなら、彼女の傍にいたいと望み、スピカの誓約に答えた。

#### その他
前王
突然、陰界から姿を消した竜王。水霊の加護を受けている。アウロラが陰界に残した息子を代わりに育てた。セファイドの血をひいていないため、制約に縛られない。
ダンタリオンによって陽界に召喚され、湖の中にある古代遺跡に石化して閉じ込められていた。陽気に侵されており、ウランボルグ達が見つけた時には既に狂っていた。今わの際に、正気を取り戻しウランボルグの手によって死亡、気の放出により世界の均衡が保たれることとなった。
ラーサルグフル
白銀という竜でもめずらしい色を持つ。愛称はラース。
ウランボルグとともに、“前王”不在の後、王にふさわしい力があるとドラゴンに認められていた。ウランボルグが死なずに戻って来てからは、彼が王のままでいることに異を唱え、王位を争うことになる。一方的にウランボルグを気に入って彼を食いたいと言っており（共食いという意味だとウランボルグは考えているが、ラーサルグフルの言動からアーカンジェルは性的な意味ではと疑っている）、白銀竜である彼がウランボルグの力を取り込むことにより、古代竜が復活することを期待する一部の者から支持を受けていた。召喚された雷牙王と戦い敗れ、火口に落下して死亡したと思われていたが、ダンタリオンに誓約し召喚されて陽界へと渡る。以降は彼のしもべとなり、行動を共にするようになる。
その言動から、ウランボルグからは変態と呼ばれ、激しく嫌われている。あまりの気持ち悪さに、失神しそうになるほど。陽界では、ウランボルグに憑依魔法の使用禁止を誓約させ彼を苦しめるが、時を進める魔法で成体となった彼自身に敗れる。誰にも望まれないドラゴンだと自嘲し、自分からウランボルグの召喚獣となった（そのため、陰界でウランボルグから契約を破棄することができなくなり、「一生変態がとれない」と嘆かせることとなった）。
マゼラン
ほとんど動かずにドラゴンオーブを守り続ける、『不動』と異名を取る地の長老。千年以上生きているドラゴンであり、セファイドの子供の中で、唯一生き残っている。
フラムスチード
『壊流』と異名を取る水の長老。人間の姿では好々爺で、色気を振りまくメシエやアルマゲストと比べて正しいじい様と呼ばれる。
メシエ
『豪嵐』と異名を取る風の長老。雷牙王アルファードの弟。幼いころはうまく力の制御ができず、暴走させては兄に助けられていた。兄がいなくなってからは、フラムスチードがその役割を担っており、名前を呼ぶことを許している。もし、暴走が止まらなかった場合は、死ねと命じられれば死ぬことになっている（死ねと言った場合、フラムスチードも死ぬ）。
外見は穏やかで、人間の姿の時は美しいじい様と称されるくらいだが、「喧嘩は先手必勝」というように好戦的。また兄を犠牲にしたため人間が大嫌いで、マリアや彼女の祖父など、心の奇麗なものは認めているが、似た者同士のアーカンジェルに喧嘩を売り、世界分離の魔法は人間世界を統一してから行うという言質を取った。
アルマゲスト
『光焔』と異名を取る火の長老。セファイドの面影が濃く残る女たらし。長老になって間もない。
スピカ
幼い竜で、ウランボルグを引き戻すように説得する役割を与えられた兄を追いかけて陽界にわたってしまう。夜盗に遭遇したところをフェンリエッタと出会った。後に、彼女に誓約する。
バテンカイトス
『煌稀』と異名を取り、マゼランの死後地の長老となる。ウランボルグの父でマゼランの孫。

### 聖王の時代
セファイド
炎烈王の名を持つ幻獣王。幼いころ、母親にうっかりと落とされ、古の火の精霊（サラマンダー）のルージュと共生することで生きながらえた。赤毛でお調子もの。雌竜との間に、趣味と実益（時遡能力を後世に伝えること）を兼ねてたくさんの子供をつくった。誓約者のナディアとの間に、彼の子孫を縛る誓約をいくつも交わしている。
血をたどることで、自身が過去に行くという時遡能力を持ち、世界二分割の魔法を発見する。魔法の発動の際には、自らの体を起点としたため、魔力を失っただけでなく瀕死の状態になっていた。
ナディア
聖王と呼ばれる、人間の王。幼い彼女は周囲の人々をひきつけ、セファイドの誓約を得る。混乱し、大災厄の迫る世界を統一し、世界二分割の魔法を発動させる。その際に魔力の大半を失った。
セファイドが別れたころの彼女は、クローディアとよく似ていた。
人間の夫との間に家庭を築き、母親となった頃、セファイドの危篤の知らせが舞い込む。セファイドの体が世界2分割の魔法の基点となったことを知らず、半信半疑だった彼女は子供を身ごもっていたこともあり、陰界へ行くことを拒む。その態度はアルファードの怒りを買った。直後に、竜心剣が失われたことで彼の命が尽きたことを知った。
アルファード
生命力が弱く、母親に捨てられたところを古の風霊（シルフ）であるシエルと共生することで、生きながらえた。セファイドの幼馴染・親友にして、恋人でもある雄竜。王位を争ったため、雷華公と呼ばれる。愛称はアルフだが、セファイドだけはアルと呼ぶ。人間界に残れないセファイドの代わりと、自身の誓約者を守るために陽界に残った数少ない幻獣。セファイドの命が失われたことを竜心剣が失われたことで知り、嘆き悲しんだ。
ロレンシア
古代人の血をひく女性。ナディアより年上だが、少女のような外見をもつ。ナディアの夫と共に、聖王を支えた宰相。アルファードの誓約者であり、彼にとってセファイドが何より大切な存在であることに寂しさを感じていた。

### 光王の時代
アルファード
雷牙王の名を持つ幻獣王。雷華公アルファードの妹、斬空のアンタレスを祖母に持つ。幼いカーライルを誓約者として選び、4年近くを陽界で過ごす。最後は、狂気との狭間で苦しみながら日々を過ごしており、最後は「カーライルを傷つけない」との制約により、自身の体が引き裂かれることで絶命した。彼が幸福に過ごすことを望んでいた。
カーライル
光王と呼ばれる、世界統一を達成した王。幼い頃にアルファードと出会い、彼と旅をした。人を引き付ける笑顔を持つ少年で、誰にも公平な立場を貫いていたという。陽気に狂ったアルファードが、誓約によって引き裂かれる様を見たことで、笑顔を失ってしまう。
世界統一以降は、失せし秘宝を探し求めるために、家臣や領民に苦役をしいたため吸血王とも呼ばれている。しかし、何事にも公平な彼は自身が領民にしたことを許さず、秘宝を見つけた後は自分から毒を飲んで命を絶った。

### 魔導王の時代
アウロラ
水の精霊魔法を究極レベルで操り、大地と風の精霊魔法も上級レベルだったために幻獣王に選ばれた凍麗王の名を持つ女王。均衡を保つために、陽界に渡ってきた。ダンタリオンを愛し、彼のために人間世界の贄になっても良いと考えるようになった。
陰界に息子を残しており、その娘がウランボルグの母親であった。そのため、ウランボルグの憑依魔法によって現代に呼び戻される。人間の姿の時水色の髪を持つ女騎士。
ダンタリオン
三度目の統一国家の王であり、魔導王と呼ばれる。古代人とエルフの混血で、先祖がえりのため魔力は強い。寿命が長く300年以上経っても若い姿を保っている。王位を家臣に譲った後は、アウロラの願いだった失せし秘宝を探すため古代遺跡を巡っていた。その際に、遺跡で不死の呪いを受け、死ぬことができない体となる。
アウロラの命で永らえた世界が、再び戦乱を起こすさまを嘆き、憎むようになった。幻獣界から幻獣を召喚し混乱を起こすことで、世界の滅亡をたくらむ。
アーカンジェルの祖父であり、自分と違って誓約の槍を愛するドラゴンに向けずに済んだと思いこんでいたため、彼を憎んでいる。

## 既刊一覧

### 小説
角川スニーカーブックス（挿絵 小林智美）
- やさしい竜の殺し方 1997年10月24日 ISBN 4-04-788707-2
- ゆがんだ竜の愛し方 1998年10月23日 ISBN 4-04-788712-9
- あぶない竜の選び方 1999年7月23日 ISBN 4-04-788717-X

角川スニーカー文庫（挿絵 橘水樹&櫻林子）
- やさしい竜の殺し方 1 2001年5月1日初版発行 ISBN 4-04-411713-6
- やさしい竜の殺し方 2 2001年5月1日初版発行 ISBN 4-04-411714-4
- やさしい竜の殺し方 3 2001年6月1日初版発行 ISBN 4-04-411715-2
- やさしい竜の殺し方 4 2001年8月1日初版発行 ISBN 4-04-411716-0
- やさしい竜の殺し方 5 2001年10月1日初版発行 ISBN 4-04-411717-9

角川ビーンズ文庫（挿絵 加藤絵理子）
- やさしい竜の殺し方 1 2006年8月1日初版発行 ISBN 4-04-411719-5
- やさしい竜の殺し方 2 2006年8月1日初版発行 ISBN 4-04-411720-9
- やさしい竜の殺し方 3 2006年9月1日初版発行 ISBN 4-04-411721-7
- やさしい竜の殺し方 4 2006年9月1日初版発行 ISBN 4-04-411722-5
- やさしい竜の殺し方 5 2006年10月1日初版発行 ISBN 4-04-411723-3
- やさしい竜の殺し方 6 2006年10月1日初版発行 ISBN 4-04-411724-1[4]
- やさしい竜の殺し方 memorial 2009年9月1日初版発行 ISBN 978-4-04-411726-9[5]

### 漫画
- やさしい竜の殺し方 1 2006年7月26日 ISBN 4-04-853973-6
- やさしい竜の殺し方 2 2007年7月26日 ISBN 978-4-04-854110-7
- やさしい竜の殺し方 3 2008年6月26日 ISBN 978-4-04-854174-9
- やさしい竜の殺し方 4 2009年1月26日 ISBN 978-4-04-854279-1
- やさしい竜の殺し方 5 2009年8月26日 ISBN 978-4-04-854359-0

## CD
ドラマCD ムービック/ジェネオンエンタテインメント
- スニーカーCDコレクションDX やさしい竜の殺し方 2枚組 2003年3月28日 MACY2401
- Sneaker CD Collection やさしい竜の殺し方2 2005年6月24日 MACY2406
- Sneaker CD Collection やさしい竜の殺し方3 2005年7月29日 MACY2407
- Sneaker CD Collection やさしい竜の殺し方4 2005年8月26日 MACY2408
- BEANS CD Collection やさしい竜の殺し方外伝 2007年7月27日 MACY2409
- BEANS CD Collection やさしい竜の殺し方外伝2 2枚組 2009年9月18日 MACY-2410

TheBeens全員サービスドラマCD ムービック / 角川書店
- まるマシリーズ＆やさしい竜の殺し方 Special ドラマCD 2005年11月

BeansA VOL.9 誕生2周年記念 応募者全員サービス マリン・エンタテインメント、ムービック、ハピネット / 角川書店
- ビーンズエースCDコレクション 2007年11月[6]

### 声の出演
アーカンジェル
千葉進歩
ウランボルグ
緑川光
ドウマ
梁田清之
クローディア
増田ゆき（ナディアも担当）
ガイス
立木文彦
セファイド
諏訪部順一
ダンタリオン
子安武人
フェンリエッタ
田中敦子